# Oppo A52
Oppo A52 — смартфон, розроблений компанією OPPO, що входить у серію А.
На світовому ринку випуск Oppo A52 було анонсовано 20 квітня 2020 року.
В Україні продажі розпочалися у травні 2020 року разом з іншими моделями бренду Oppo A12, Oppo A31 (2020), Oppo A72, Oppo A91.

## Дизайн
Корпус смартфону виконаний з пластику з глянцевим покриттям. Рамка телефону зроблена з матового пластику. Повністю плаский екран покритий захисним склом Corning Gorilla Glass 3 та займає 83.4 % площі передньої частини телефону.
З лівого боку розташовані дві кнопки регулювання гучності та гібридний слот під 2 SIM-картки й карту пам'яті. З правого боку розміщена кнопка блокування смартфону із вбудованим сканером відбитків пальців.
В Україні Oppo A52 продається у 2 кольорах: Stream White (білий) та Twilight Black чорний.

## Технічні характеристики

### Платформа
Смартфон працює на базі процесора Qualcomm Snapdragon 665 та графічного процесора Adreno 610.

### Батарея
Незнімний акумулятор має місткість 5000 мА·год з підтримкою швидкої зарядки на 18 Вт.

### Камери
Oppo A52 має чотири основні камеру з автофокусом та можливістю фільмування відео в роздільній здатності 4к@30fps:
- 12 Мп, f/1.7 (Ширококутний об'єктив)
- 8 Мп, f/2.0 Ультра ширококутний об'єктив
- 2 Мп, f/2.4 (макро)
- 2 Мп, f/2.4 (сенсор глибини)

Фронтальна камера Oppo A52 отримала роздільність 8 Мп (ширококутна), фільмує відео з роздільною здатністю 1080p@30fps. Розташована у лівому верхньому куті на екрані телефону.
Завдяки топовим характеристикам камери Oppo A52 належить до списку найкращих бюджетних смартфонів 2021 року.

### Екран
Екран IPS LCD, розмір — 6.5", формат Full HD+ (2400 × 1080) зі щільністю пікселів 405 ppi, співвідношенням сторін 20:9 та частотою оновлення дисплею 90 Гц.

### Звук
Oppo A52 оснащений стерео динаміками. Функція другого динаміка покладена на розмовний.

### Пам'ять
В Україні Oppo A52 продається з обсягом оперативної пам'яті 4 ГБ та внутрішньої пам'яті 64 ГБ.

### Програмне забезпечення
Смартфони працює на фірмовій прошивці ColorOS 7 на базі Android 10.